# Fiodor Rieszetnikow
Fiodor Michajłowicz Rieszetnikow (ros. Фёдор Миха́йлович Реше́тников, ur. 17 września 1841 w Jekaterynburgu, zm. 21 marca 1871 w Petersburgu) – rosyjski pisarz.
Jego twórczość to głównie opowiadania i powieści oparte na życiu burłaków znad Kamy i górników z Uralu .